# Silly Symphonies
Les Silly Symphonies són una sèrie de curtmetratges produïts per Walt Disney Productions entre els anys 1929 i 1939. A diferència de les sèries de Mickey Mouse, les sèries Silly Symphonies no feien servir personatges amb continuïtat. L'ànec Donald feu la primera aparició en un curt d'aquestes sèries (a The Wise Little Hen, de l'any 1934) i també tingue lloc la primera aparició de Pluto en solitari en un curt de les Silly Symphonies (a Mother Pluto, de l'any 1936).

## Sobre la sèrie
Els curts originals en blanc i negre de les Silly Symphonies produïts entre els anys 1929 i 1932, distribuïts en un primer moment per Celebrity Productions (1929 - 1930) i després per Columbia Pictures (1930 - 1932), no van tenir gaire èxit, amb l'única excpeció de l'episodi pilot, The Skeleton Dance. Moltes sales de cinema es negaven a projectar dibuixos animats en què no aparegués cap personatge estrella, i les sèries Silly Symphonies van ser vistes com a animació de baixa volada. De fet, quan Disney va començar a distribuir el producte per tots els Estats Units l'any 1932, United Artists va rebutjar distribuir les sèries si Disney no les associava amb Mickey Mouse d'alguna manera. Com a resultat d'això, al començament de cada episodi hi apareix una imatge amb el text "Mickey Mouse presenta una Silly Symphony" i es van poder imprimir diversos pòsters que van promocionar la sèrie durant els cinc anys que va ser distribuïda per United Artists.
Poc temps després de començar a ser distribuïda per United Artists, la sort de la sèrie va fer un canvi de rumb. Walt Disney havia vist algunes de les proves del doctor Herbert Kalmus del nou sistema de Technicolor que acabaria reemplaçant l'antic "RG color space". Disney va firmar un contracte amb Technicolor que donava al seu estudi drets exclusius sobre el nou procediment a finals de l'any 1935. El curt Flowers and Tree, ja completament en color, va ser un èxit i en un any les Silly Symphonies van igualar la popularitat de les caricatures de Mickey Mouse. Alguns curt de les Silly Symphonies com ara Three Little Pigs (1932), The Grasshopper and the Ants (1934), The Tortoise and the Hare (1934), The Country Cousin (1936), The Old Mill (1937), Wynken, Blynken, and Nod (1938), i The Ugly Duckling (1939), fets originalment en blanc i negre l'any 1931, són alguns dels curts més importants fets per Walt Disney.
Dins de la indústria de l'animació, les sèries Silly Symphonies són conegudes per haver-se fet servir com a excusa per experimentar nous procediments, personatges, tècniques i històries per Walt Disney per promocionar l'animació. Algunes de les innovacions més importants introduïdes per les Silly Symphonies són el nou mètode d'animació en color, diversos mètodes d'animació més realista, nombrosos efectes especials i arguments dramàtics en algunes animacions. Els experiments de Disney van ser reconeguts per la indústria del cine, arribant a guanyar fins a set Oscar al millor curtmetratge d'animació, i rebent aquest mateix guardó durant sis anys seguits. Aquest rècord només va ser igualat per la sèrie de Metro-Goldwyn-Mayer Tom i Jerry entre la dècada dels anys 1940 i 1950.
Les Silly Symphonies van tenir tant impacte en la indústria, que fins i tot les sèries de Warner Bros. Looney Tunes i Merrie Melodies van inspirar el seu nom en el de les Silly Symphonies. A la sèrie de televisió Mickey Mouse Works es va fer servir el títol Silly Symphonies en alguns episodis, però a diferència de la sèrie original, aquesta feia servir personatges amb continuïtat. Disney també va editar diverses tires còmiques i comic books amb aquest títol.

## Filmografia

### 1929
- The Skeleton Dance. Dirigit per Ub Iwerks, estrenat el 22 d'agost del 1929.
- El Terrible Toreador. Dirigit per Walt Disney, estrenat el 7 de setembre del 1929.
- Springtime. Dirigit per Ub Iwerks, estrenat el 24 d'octubre del 1929.
- Hell's Bells. Dirigit per Ub Iwerks, estrenat l'11 de novembre del 1929. Alguns personatges són Satanàs, la Mort, Cèrber i altres dimonis de l'infern.
- The Merry Dwarfs. Dirigit per Walt Disney, estrenat el 16 de desembre del 1929.

### 1930
- Summer. Dirigit per Ub Iwerks, estrenat el 6 de gener del 1930.
- Autumn. Dirigit per Ub Iwerks, estrenat el 13 de febrer del 1930.
- Cannibal Capers. Dirigit per Burton Gillett, estrenat el 13 de març del 1930.
- Frolicking Fish. Dirigit per Burton Gillett, estrenat el 8 de maig del 1930.
- Arctic Antics. Dirigit per Ub Iwerks, estrenat el 5 de juny del 1930.
- Midnight in a Toyshop. Dirigit per Wilfred Jackson, estrenat el 3 de juliol del 1930.
- Night. Dirigit per Walt Disney, estrenat el 31 de juliol del 1930.
- Monkey Melodies. Dirigit per Burton Gillett, estrenat el 10 d'agost del 1930.
- Winter. Dirigit per Burton Gillett, estrenat el 5 de novembre del 1930.
- Playful Pan. Dirigit per Burton Gillett, estrenat el 28 de desembre del 1930. Amb el déu grec Pan com a protagonista.

### 1931
- Birds of a Feather. Dirigit per Burton Gillett, estrenat el 10 de febrer del 1931.
- Mother Goose Melodies. Dirigit per Burton Gillett, estrenat el 17 d'abril del 1931. Hi apareixen diversos personatges de contes.
- The China Plate. Dirigit per Wilfred Jackson, estrenat el 25 de maig del 1931.
- The Busy Beavers. Dirigit per Burton Gillett, estrenat el 22 de juny del 1931.
- The Cat's Out. Dirigit per Wilfred Jackson, estrenat el 28 de juliol del 1931.
- Egyptian Melodies. Dirigit per Wilfred Jackson, estrenat el 21 d'agost del 1931.
- The Clock Store. Dirigit per Wilfred Jackson, estrenat el 30 de setembre del 1931.
- The Spider and the Fly. Dirigit per Wildred Jackson, estrenat el 16 d'octubre del 1931.
- The Fox Hunt. Dirigit per Wilfred Jackson, estrenat el 18 de novembre del 1931.
- The Ugly Duckling. Basat en la història de Hans Christian Andersen. Dirigit per Wildred Jackson, estrenat el 16 de desembre del 1931.

### 1932
- The Bird Store. Dirigit per Wildred Jackson, estrenat el 16 de gener del 1932.
- The Bears and the Bees. Dirigit per Wilfred Jackson, estrenat el 9 de juliol del 1932.
- Just Dogs. Dirigit per Burton Gillett, estrenat el 30 de juliol del 1932. El primer paper com a protagonista de Pluto.
- Flowers and Trees. Dirigit per Burton Gillett, estrenat el 30 de juliol del 1932. Primera pel·lícula comercial feta en Technicolor.
- King Neptune. Dirigit per Burton Gillett, estrenat el 10 de setembre del 1932. Amb el déu Posidó com a "rei del mar".
- Bugs in Love. Dirigit per Burton Gillett, estrenat l'1 d'octubre del 1932.
- Babes in the Wood. Dirigit per Burton Gillett, estrenat el 19 de novembre del 1932. Amb Hansel i Gretel com a protagonistes.
- Santa's Workshop. Dirigit per Wilfred Jackson, estrenat el 10 de desembre del 1932. Amb Santa Claus com a protagonista.

### 1933
- Birds in the Spring. Dirigit per David Dodd Hand, estrenat l'11 de març del 1933.
- Father Noah's Ark. Dirigit per Wilfred Jackson, estrenat el 8 d'abril del 1933.
- The Three Little Pigs. Dirigit per Burton Gillett, estrenat el 27 de maig del 1933.
- Old King Cole. Dirigit per David Dodd Hand, estrenat el 29 de juliol del 1933.
- Lullaby Land. Dirigit per Wilfred Jackson, estrenat el 19 d'agost del 1933.
- The Pied Piper. Dirigit per Wilfred Jackson, estrenat el 16 de setembre del 1933.
- The Night Before Christmas. Dirigit per Wilfred Jackson, estrenat el 9 de desembre del 1933.

### 1934
- The China Shop. Dirigit per Wilfred Jackson, estrenat el 13 de gener del 1934.
- The Grasshopper and the Ants. Dirigit per Wilfred Jackson, estrenat el 10 de febrer del 1934. Basat en una faula d'Èsop.
- Funny Little Bunnies. Dirigit per Wilfred Jackson, estrenat el 24 de març del 1934.
- The Big Bad Wolf. Dirigit per Burton Gillett, estrenat el 14 d'abril del 1934.
- The Wise Little Hen. Dirigit per Wilfred Jackson, estrenat el 9 de juny de 1934. Primera aparició de l'ànec Donald.
- The Flying Mouse. Dirigit per David Dodd Hand, estrenat el 14 de juliol del 1934.
- Peculiar Penguins. Dirigit per Wilfred Jackson, estrenat l'1 de setembre del 1934.
- The Goddess of Spring. Dirigit per Wilfred Jackson, estrenat el 3 de novembre del 1934.

### 1935
- The Tortoise and the Hare. Dirigit per Wilfred Jackson, estrenat el 5 de gener del 1935.
- The Golden Touch. Dirigit per Walt Disney, estrenat el 22 de març del 1935.
- The Robber Kitten. Dirigit per David Dodd Hand, estrenat el 13 d'abril del 1935.
- Water Babies. Dirigit per Wilfred Jacksom, estrenat l'11 de maig del 1935.
- The Cookie Carnival. Dirigit per Ben Sharpsteen, estrenat el 25 de maig del 1935.
- Who Killed Cock Robin?. Dirigit per David Dodd Hand, estrenat el 26 de juny del 1935.
- Music Land. Dirigit per Wilfred Jackson, estrenat el 5 d'octubre del 1935.
- Three Orphan Kittens. Dirigit per David Dodd Hand, estrenat el 26 d'octubre del 1935.
- Cock o' the Walk. Dirigit per Ben Sharpsteen, estrenat el 30 de novembre del 1935.
- Broken Toys. Dirigit per Ben Sharpsteen, estrenat el 14 de desembre del 1935.

### 1936
- Elmer Elephant. Dirigit per Wilfred Jackson, estrenat el 28 de març del 1936.
- Three Little Wolves. Dirigit per David Dodd Hand, estrenat el 18 d'abril del 1936.
- Toby Tortoise Returns. Dirigit per Wilfred Jackson, estrenat el 22 d'agost del 1936.
- Three Blind Mousketeers. Dirigit per David Dodd Hand, estrenat el 26 de setembre del 1936.
- The Country Cousin. Dirigit per David Dodd Hand i Wilfred Jackson, estrenat el 31 d'octubre del 1936.
- Mother Pluto. Dirigit per David Dodd Hand, estrenat el 14 de novembre del 1936.
- More Kittens. Dirigit per David Dodd Hand i Wilfred Jackson, estrenat el 19 de desembre del 1936.

### 1937
- Woodland Café. Dirigit per Wilfred Jackson, estrenat el 13 de març del 1937.
- Little Hiawatha. Dirigit per David Dodd Hand, estrenat el 15 de maig del 1937.
- The Old Mill. Dirigit per Wilfred Jackson, estrenat el 5 de novembre del 1937.

### 1938
- The Moth and the Flame. Dirigit per Burton Gillett, estrenat l'1 d'abril del 1938.
- Wynken, Blynken, and Nod. Dirigit per Graham Heid, estrenat el 27 de maig del 1938.
- Farmyard Symphony. Dirigit per Jack Cutting, estrenat el 14 d'octubre del 1938.
- Merbabies. Produït per Harman-Ising Pictures, dirigit per Rudolf Ising i Vernon Stallings, estrenat el 9 de desembre del 1938.
- Mother Goose Goes Hollywood. Dirigit per Wilfred Jackson, estrenat el 23 de desembre del 1938.

### 1939
- The Practical Pig. Dirigit per Dick Rickard, estrenat el 24 de febrer del 1939.
- The Ugly Duckling. Dirigit per Jack Cutting, estrenat el 7 d'abril del 1939. Remake en color de la versió del 1931.